# フレデリック・コーウェン

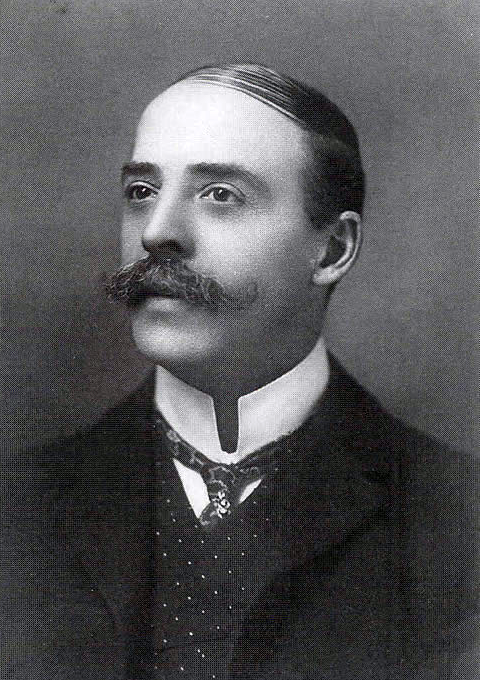
フレデリック・コーウェン。

サー・フレデリック・ハイメン・コーウェン（Sir Frederic Hymen Cowen, 1852年1月29日 - 1935年10月16日）は、イギリスの指揮者、作曲家、ピアニスト。

## 略歴
ジャマイカのキングストンに生まれる。フェリックス・メンデルスゾーン・バルトルディ音楽演劇大学ライプツィヒに進み、モーリッツ・ハウプトマン、カール・ライネッケに、ベルリンでカール・タウジヒ等に学んだ。ロイヤル・フィルハーモニック協会、ロイヤル・リヴァプール・フィルハーモニー管弦楽団等で指揮をとり、ハレ管弦楽団、ロイヤル・スコティッシュ管弦楽団では首席指揮者をつとめた。ケンブリッジ、エディンバラ両大学より名誉博士号を、英国王室より騎士爵を授与されている。ロンドンで亡くなった。なおコーウェンには数点の交響曲、歌劇の遺作があるが、今日顧みられることは稀である。

## 作品
- 歌劇『ポーリーン』
- 交響曲第3番『スカンディナビアン』